# Twin Twin
Twin Twin je francouzská trojčlenná hudební skupina, ve které vystupují Lorent Idir, François Djemel a Patrick Biyik a byla založena v roce 2009.
Skupina vydala jedno studiové album nazvané By My Side, z roku 2011 a jedno EP nazvané Vive la vie, z roku 2013.
V květnu reprezentovali Francii na Eurovision Song Contest 2014 v dánské Kodani. S písní „Moustache“ se Francie jako člen Velké šestky neučástní semifinále, ale postupuje rovnou do finále, které se konalo 10. května 2014, kde obsadili poslední 26. místo s celkovým počtem 2 body, z toho po jednom bodu (10. místo) z Finska a Švédska.

## Diskografie

### Alba
| Rok  | Název       | Detaily o albu                                                                  | Nejvyšší pozice |
| Rok  | Název       | Detaily o albu                                                                  | FRA             |
| ---- | ----------- | ------------------------------------------------------------------------------- | --------------- |
| 2011 | By My Side  | - Vydáno: 25. listopadu 2011 - Vydavatel: Warner Music Francie - Vydáno jako EP | —               |
| 2013 | Vive la vie | - Vydáno: 17. dubna 2013 - Vydavatel: Warner Music Francie                      | —               |

### Singly
| Year | Název písně                     | Nejvyšší pozice | Nejvyšší pozice | Nejvyšší pozice | Nejvyšší pozice | Nejvyšší pozice | Nejvyšší pozice | Album       |
| Year | Název písně                     | FRA             | AUT             | GER             | IRE             | SWE             | UK              | Album       |
| ---- | ------------------------------- | --------------- | --------------- | --------------- | --------------- | --------------- | --------------- | ----------- |
| 2011 | "By My Side"                    | —               | —               | —               | —               | —               | —               | Vive la vie |
| 2012 | "Comme Toi" (featuring Lexicon) | —               | —               | —               | —               | —               | —               | Vive la vie |
| 2012 | "Moi Même"                      | —               | —               | —               | —               | —               | —               | Vive la vie |
| 2014 | "Moustache"                     | 115             | 60              | 89              | 79              | 53              | 89              | Vive la vie |